# EU-Emissionshandel

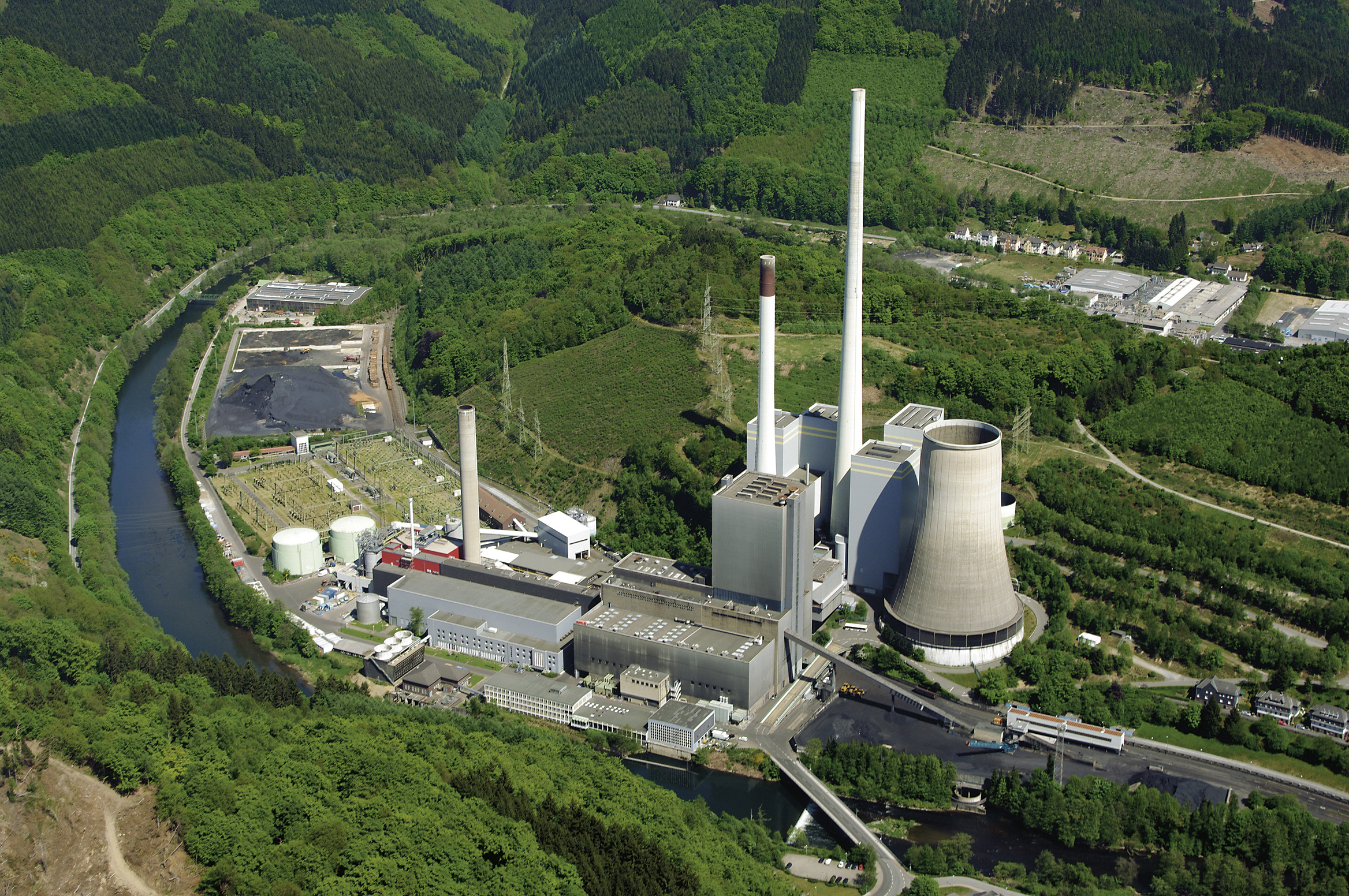
Das Kohlekraftwerk Werdohl-Elverlingsen: durch einen Preis für Treibhausgasemissionen werden fossile Energieträger zunehmend unrentabel

Das EU-Emissionshandelssystem (EU-EHS, englisch European Union Emissions Trading System, EU-ETS) ist ein Emissionsrechtehandel mit dem Ziel, die Treibhausgasemissionen der Sektoren Energie und Industrie innerhalb der Europäischen Union zu senken. Es wird eine Obergrenze für die Gesamtmenge von Treibhausgasen festgelegt, die die Verursacher wie Energieerzeuger oder Industriebetriebe maximal pro Jahr freisetzen dürfen. Dieser Deckel wird nach und nach gesenkt, um die zulässigen Gesamtemissionen bis 2050 auf Null zu reduzieren. Der EU-Emissionshandel deckt derzeit etwa 40 % bis 45 % der Treibhausgasemissionen in der EU ab.

Preis der Zertifikate im EU-ETS 2009–2022

Die Allokation der begrenzten Anzahl von Zertifikaten erfolgt durch die Mitgliedsstaaten der europäischen Union, welche diese entweder zuteilen oder versteigern. Jedes Zertifikat berechtigt zur Emission von je einer Tonne CO2-Äquivalent. Verursacher von Treibhausgasemissionen müssen am Ende des Jahres Zertifikate in Höhe ihrer Emissionen vorweisen. Dabei können sie zusätzlich benötigte Zertifikate an einer Börse zukaufen. Überschüssige Zertifikate können sie dort an andere Verursacher verkaufen. Durch den Handel entstehen ökonomische Anreize die Emissionen dort zu reduzieren, wo dies zu den geringsten Kosten möglich ist. Das EU-ETS ist der erste grenzüberschreitende und weltweit größte Emissionsrechtehandel und fungiert als Vorreiter eines möglichen globalen Systems der CO2-Bepreisung. Es wird voraussichtlich 2027 durch ein weiteres eigenständiges Emissionshandelssystem für Gebäude und Verkehr ergänzt.
Das EU-Emissionshandelssystem hat eine Reihe von Handelsperioden erlebt. Im Rahmen jeder Handelsperiode kam es zu verschiedenen Reformen, um das System zu verbessern. Die Effektivität des EU-Emissionshandelssystems war aufgrund niedriger Preise lange umstritten. Durch politische Reformen hat der Preis der Zertifikate seit 2018 neue Höchststände erreicht. Neuere Forschung kommt zu dem Ergebnis, dass der EU-Emissionshandel ein effektives und effizientes Instrument zur Bekämpfung des Klimawandels ist. 
Zusätzlich hat das EU-ETS wahrscheinlich positive Nebeneffekte bewirkt, indem es regional die Konzentration von Luftschadstoffen und damit auch Gesundheitsschäden beträchtlich verringert hat.

## Grundlagen
Der Emissionshandel zählt zu den marktbasierten Instrumenten der Umweltpolitik. Er ermöglicht dezentral zu entscheiden, wie Emissionen am kostengünstigsten eingespart werden können. Dabei ist das Grundprinzip des europäischen Emissionshandels das sogenannte „Cap-and-Trade“. Dazu legt die Europäische Union eine jährliche Obergrenze an Treibhausgasemissionen fest (englisch Cap) und gibt eine entsprechende Menge Zertifikate (englisch European Union Allowances, EUA) heraus, die den Anlagenbetreibern zugeteilt oder versteigert werden (Primärmarkt). Verursacher von Emissionen müssen am Ende des Jahres Zertifikate in Höhe ihrer Emissionen abgeben. Außerdem können Zertifikate von den Anlagenbetreibern auf dem Sekundärmarkt gehandelt werden (englisch Trade). Wenn ein Betreiber seine Emissionen reduziert, kann er die eingesparten Zertifikate so an andere Betreiber verkaufen. Wer hingegen mehr Emissionen verursacht, kann Zertifikate zukaufen. Der Preis für eine Tonne Kohlendioxidäquivalent ergibt sich aus dem Gleichgewicht von Angebot und Nachfrage auf dem Zertifikatemarkt.
Sollte ein Betreiber seiner Pflicht zur Abgabe nicht nachkommen, wird dies mit über 100 Euro pro fehlendem Zertifikat sanktioniert. Außerdem müssen die fehlenden Zertifikate nachgereicht werden. Fehlerhafte Angaben können zudem eine Ordnungswidrigkeit darstellen und mit Bußgeldern bis zu 500.000 Euro geahndet werden.
Der Emissionsrechtehandel zählt zu den Mengenlösungen, weil der Gesetzgeber eine konkrete Menge der zulässigen Emission vorgibt. Anders als etwa bei einer CO2-Steuer entfällt die problematische Festlegung der Höhe des Steuersatzes und man kann das Emissionsziel direkt steuern. Man spricht daher auch von einer hohen ökologischen Treffsicherheit des Emissionsrechtehandels. Zu unterscheiden ist dieses Instrument von Systemen des freiwilligen Erwerbs von CO2-Zertifikaten (Klimakompensation).
Durch den Emissionsrechtehandel können die Marktpreise für bestimmte Produkte steigen. Dadurch erhalten Konsumenten und Unternehmen Preissignale zum sparsamen Umgang mit klimaschädigenden Produkten.

## Kontext
Der wissenschaftliche Konsens zum Klimawandel besagt, dass menschliche Treibhausgasemissionen die Hauptursache der globalen Erwärmung sind.
Daher wurden auf politischer Ebene mehrere Entscheidungen getroffen, um diese Emissionen zu reduzieren:
- Das Kyoto-Protokoll, welches Reduktionen für den Zeitraum 2008–2012 vorsieht.
- Die Entscheidungen des Europäischen Rates vom März 2007, in denen sich die Europäische Union verpflichtete, ihre Emissionen bis 2020 um 20 % (im Vergleich zu 1990) zu reduzieren.
- Das Übereinkommen von Paris, welches vorsieht, die globale Erwärmung auf deutlich unter 2 Grad gegenüber der vorindustriellen Zeit zu begrenzen.

Das EU-Emissionshandelssystem (ETS) wurde durch die Richtlinie 2003/87/EG eingeführt, um laut Artikel 1 „auf kosteneffiziente und wirtschaftlich effiziente Weise auf eine Verringerung von Treibhausgasemissionen hinzuwirken.“

## Bedeutung
Das europäische EHS erfasst rund 10.400 stationäre Industrieanlagen in 30 europäischen Ländern (27 EU-Staaten plus Liechtenstein, Island und Norwegen). Zudem sind rund 350 Luftfahrzeugbetreiber vom EU-ETS erfasst. Mit dem Emissionshandelssystem der Schweiz besteht ein sogenanntes Linking, d. h. eine wechselseitige Anerkennung der Zertifikate des jeweils anderen Systems.
Im Jahr 2013 wurden ca. 2.084 Mio. Zertifikate ausgegeben. Diese Menge sank bis 2020 um jährlich 1,74 %, ab 2021 um 2,2 % und ab 2024 um 4,3 % jährlich. Ab 2028 soll der zugrunde liegende lineare Reduktionsfaktor erneut auf dann 4,4 % jährlich angehoben werden. Das System deckte 2021 mit einem Cap von rund 1.570 Millionen Tonnen ca. 36 % der in der EU entstehenden bzw. 3 % aller globalen Treibhausgasemissionen ab. Die anfangs kostenlose Zuteilung von Zertifikaten erfolgt nach EU-weit geregelten Prinzipien. Inzwischen (Stand 2023) wird etwas mehr als die Hälfte der Zertifikate versteigert. Über den Mechanismus für umweltverträgliche Entwicklung sowie die Gemeinschaftsreduktion konnten Unternehmen bis 2020 Zertifikate erwerben, indem sie in Emissionsminderungsmaßnahmen außerhalb des EU-Raums investierten. Ab 2021 gibt es diese Möglichkeit nicht mehr, die EU-Klimaziele müssen innerhalb der EU erreicht werden.
Die umweltpolitische Wirksamkeit des EU-Emissionsrechtehandels war lange umstritten. Insbesondere das anfängliche Überangebot an Zertifikaten, verbunden mit einem Zertifikatenpreis von teils unter fünf Euro pro Tonne CO2, ließen Zweifel aufkommen, ob der Emissionsrechtehandel in der Lage ist, die notwendigen langfristigen Investitionen in klimafreundliche Technologien zu stimulieren. Nachdem der Preis von 2012 bis Ende 2017 unter 10 Euro gelegen hatte, stieg er ab 2018. Zu Beginn und Ende des Jahres 2019 lag der Preis zwischen etwa 19 und 25 Euro, im Juli auf einem damaligen Rekordniveau von über 28 Euro pro Tonne CO2. Seitdem stieg der Preis, mit Einbußen während der ersten Corona-Welle, weiter stark an und erreichte am 8. Februar 2022 einen neuen Höchststand mit 96,93 Euro pro Tonne CO2. Neben der stärkeren jährlichen Reduktion des Cap und dem Wirksamwerden der Marktstabilitätsreserve könnte dies auch daran liegen, dass der europäische Emissionshandel zunehmend zum Anlageobjekt für Banken, Hedgefonds und Spekulanten wird oder dass Unternehmen langfristigere Entscheidungen treffen, etwa, weil die Glaubwürdigkeit der politisch gesetzten Klimaziele gestiegen ist. Wissenschaftliche Politikevaluationen schätzen, dass der EU-Emissionshandel die jährlichen Emissionen bereits vor den jüngsten Preisanstiegen um etwa 7 % reduzieren konnte.
Der Emissionshandel stellt laut verschiedenen Studien keine Bedrohung für die Wettbewerbsfähigkeit energieintensiver Unternehmen in Deutschland dar, so das Kieler Institut für Weltwirtschaft (IfW) und der World Wide Fund For Nature (WWF). Auch mit Arbeitsplatzverlusten sei nicht in größerem Umfang zu rechnen. Hingegen seien erhebliche Senkungen des Ausstoßes von Treibhausgasen möglich.
Seit 2012 nimmt auch der innereuropäische Flugverkehr am Emissionshandel teil. Die Aufnahme des Seeverkehrs erfolgte 2024. Ein neuer Emissionshandel für Verkehr und Gebäude ist für 2027 geplant.

## Überblick

### Rechtliche Basis

Umsetzung des EU ETS in Deutschland (Phase I, 2005 bis 2007)

Mit der Emissionshandelsrichtlinie (EHS-Richtlinie) wurde ein System für den Handel mit Treibhausgasemissionszertifikaten in der Gemeinschaft geschaffen, „um auf kosteneffiziente und wirtschaftlich effiziente Weise auf eine Verringerung von Treibhausgasemissionen hinzuwirken.“ Die Mitgliedstaaten sollten sicherstellen, dass ab dem 1. Januar 2005 Anlagen wie Kraftwerke, Mineralölraffinerien, Anlagen zur Eisenmetallerzeugung und -verarbeitung, aber auch Anlagen der mineralverarbeitenden Industrie, der Zement-, Glas- oder Keramikherstellung, bei denen die für diese Tätigkeiten spezifizierten Emissionen entstehen, nur betrieben werden dürfen, wenn der Betreiber über eine Genehmigung verfügt. Die dafür erforderlichen Emissionszertifikate werden von den Mitgliedstaaten an die Anlagenbetreiber kostenlos vergeben oder versteigert. Die Verordnung (EU) Nr. 1031/2010 (EU-Auktionsverordnung) regelt den zeitlichen und administrativen Ablauf sowie sonstige Aspekte dieser Versteigerung.
In Deutschland wurde die Richtlinie mit dem Treibhausgas-Emissionshandelsgesetz (TEHG), seit 15. Juli 2004 in Kraft, in deutsches Recht umgesetzt. Darin wird die Deutsche Emissionshandelsstelle des Umweltbundesamtes mit der Ausgabe von Zertifikaten und der Überwachung der Emissionen beauftragt. Die Zuteilung der Emissionsberechtigungen in den ersten beiden Handelsperioden bis 2012 im Rahmen der Nationalen Allokationspläne (NAP) wurde in den Zuteilungsgesetzen ZuG 2007 und ZuG 2012 geregelt.
In Österreich ist der Handel mit Emissionsberechtigungen im Emissionszertifikategesetz geregelt.

### Erfasste Anlagen und Emissionen
Das System für den Handel mit Treibhausgasemissionszertifikaten gilt gem. Art. 2 der Emissionshandelsrichtlinie nur für bestimmte Emissionen aus bestimmten Tätigkeiten. Diese sind in Anhang I und II der Richtlinie aufgeführt. In Deutschland nahmen im Jahr 2023 1.725 Energie- und Industrieanlagen am Emissionshandel teil, insgesamt sind es rund 9000 Anlagen.

#### Energieanlagen
Während die Zahl der Anlagen fast gleich zwischen dem Industrie- und dem Energiesektor verteilt ist, verursachen die Energieanlagen etwa drei Viertel der Emissionen. Unter den Energieanlagen zählen etwa die Hälfte der Anlagen zu den Großfeuerungsanlagen, also Kraftwerke, Heizkraftwerke und Heizwerke mit einer Feuerungswärmeleistung (FWL) über 50 MW. Diese Anlagen sind für über 98 Prozent der Emissionen des Energiesektors verantwortlich. Bei den Betreibern der Großfeuerungsanlagen sind in Deutschland die 4 großen Energieversorger RWE, Vattenfall, E.ON und EnBW Hauptakteure. Ihre Kraftwerke verursachen zusammen rund 65 Prozent der Emissionen von Großfeuerungsanlagen.

#### Industrieanlagen

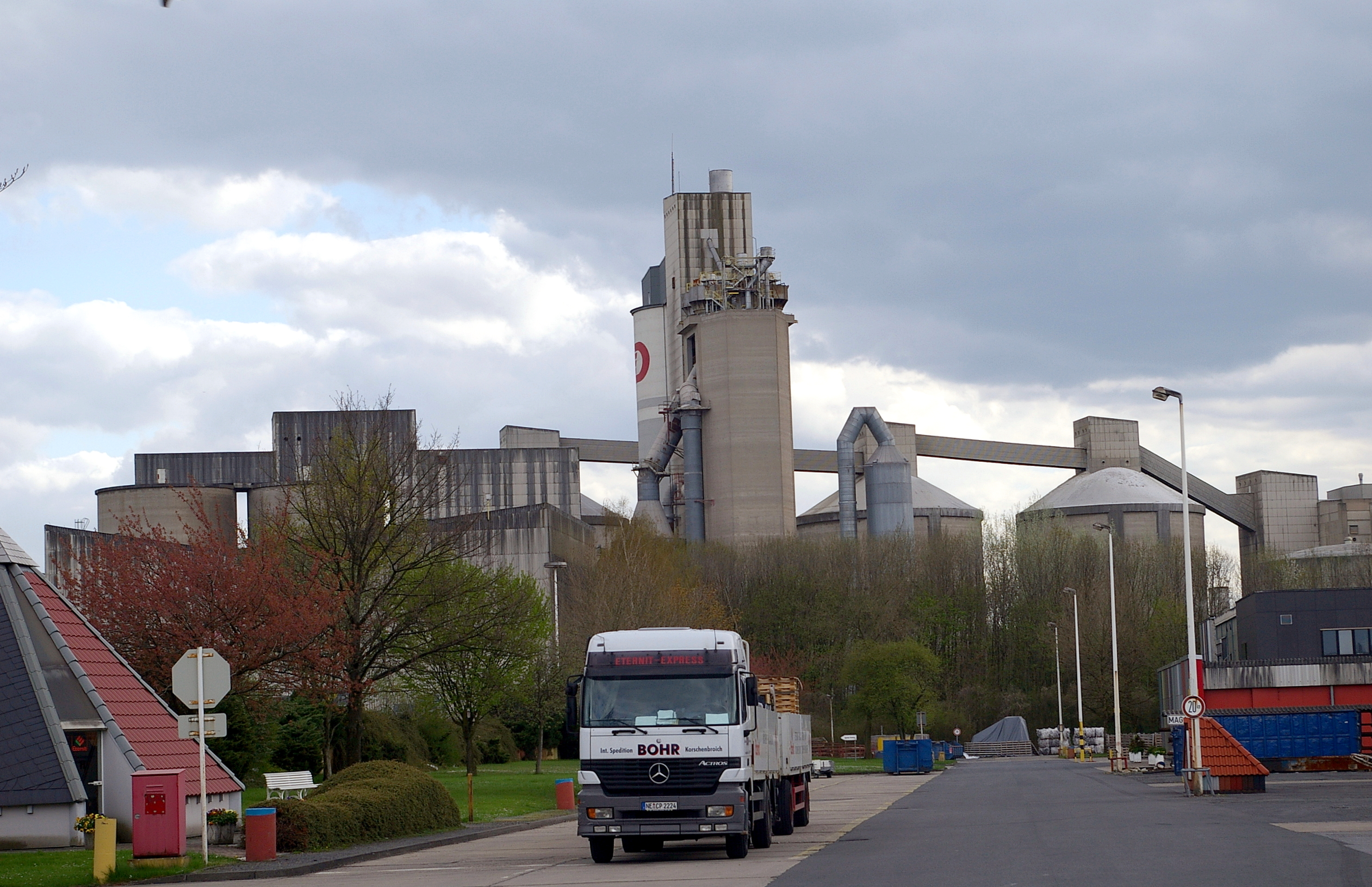
Große Industrieanlagen wie das Zementwerk des Schweizer Unternehmens Holcim im niedersächsischen Höver werden seit 2005 vom EU-Emissionshandel erfasst.

Anhang I erwähnt seit 2005 insbesondere industrielle Tätigkeiten wie
1. Eisen- und Stahlverhüttung,
2. Kokereien, Raffinerien und Cracker,
3. Zement- und Kalkherstellung,
4. Glas-, Keramik- und Ziegelindustrie sowie
5. Papier- und Zelluloseproduktion

und Anhang II die Treibhausgase:
- Kohlendioxid (CO2),
- Methan (CH4),
- Distickstoffoxid (N2O),
- Fluorkohlenwasserstoffe (FKW),
- Perfluorierte Kohlenwasserstoffe sowie
- Schwefelhexafluorid (SF6).

#### Luftverkehr

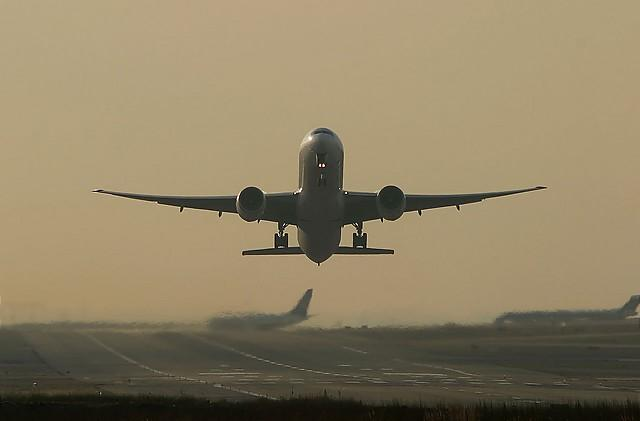
Der Luftverkehr in der EU-25 verursacht jährlich gut 130 Millionen t CO_{2}, etwa drei Prozent aller Emissionen.

Mit der Richtlinie 2008/101/EG wurde der Luftverkehr in das System für den Handel mit Treibhausgasemissionszertifikaten einbezogen.
Am 20. Dezember 2007 einigten sich die EU-Umweltminister, ab 2012 auch den Luftverkehr in den EU-Emissionsrechtehandel einzubeziehen. Damit sollten alle Fluglinien, die in der EU starten oder landen, in Zukunft unabhängig von ihrer Herkunft Emissionszertifikate kaufen – auch für Interkontinentalflüge. Damit sollte der seit 1990 um 87 Prozent gewachsene CO2-Ausstoß des Luftverkehrs verringert werden. Der Preis eines Tickets für einen Hin- und Rückflug innerhalb der EU werde dadurch um bis zu neun Euro teurer werden, ergab eine Studie der EU-Kommission. Bei Langstrecken-Flügen sei mit Preiserhöhungen von bis zu 40 Euro zu rechnen.
Im Gegensatz zu den Industrie- und Stromunternehmen gab es für den Flugverkehr keine nationalen Allokationspläne. Stattdessen wurden die Zertifikate bereits 2012 direkt durch die Kommission verteilt. Außerdem wurden in Phase II nicht maximal zehn, sondern 15 Prozent der Zertifikate versteigert, und die kostenlose Verteilung erfolgte nicht nach Grandfathering-Regeln, sondern anhand eines technologischen Benchmarks (best available technology, BAT).
Das Europäische Parlament war in den Verhandlungen als Verfechter strengerer Regeln aufgetreten. So sollten der Flugverkehr bereits 2011 einbezogen, weniger Zertifikate zugeteilt und zudem ein größerer Anteil (nämlich 25 Prozent) versteigert werden.
Nicht-EU-Staaten sprachen sich daraufhin gegen die Einbeziehung „ihrer“ Fluggesellschaften in den EU-Emissionshandel aus. Indien, Russland, die Vereinigten Staaten und die Volksrepublik China verboten teilweise ihren Fluggesellschaften, sich den Regeln zu unterwerfen; so untersagte die Volksrepublik China den in ihrem Land registrierten Fluggesellschaften, Geldmittel für die Zertifikate aufzuwenden. Die Gegner des Vorhabens kritisieren, die EU überschreite damit ihre Zuständigkeit, zumal die Abgabe sich nach der Länge des gesamten Fluges und nicht nur nach der über den EU-Mitgliedstaaten zurückgelegten Strecke richten sollte. Im Rahmen eines Rechtsstreits zwischen amerikanischen Fluggesellschaften und dem britischen Minister für Energie und Klimawandel über die Gültigkeit der vom Vereinigten Königreich erlassenen Maßnahmen zur Umsetzung der Richtlinie 2008/101 ergab die Prüfung der Richtlinie durch den Europäischen Gerichtshof (EuGH) im Dezember 2011 jedoch „nichts, was ihre Gültigkeit berühren könnte.“
Dennoch setzte die EU mit Beschluss vom 24. April 2013 die Verpflichtung für die Abgabe von Treibhausgaszertifikaten für Flüge nach und von Flughäfen in Ländern außerhalb der Union, die keine EFTA-Mitgliedstaaten, überseeischen Gebiete oder Schutzgebiete von EWR-Staaten und keine Länder sind, die mit der Union einen Beitrittsvertrag unterzeichnet haben, für die Kalenderjahre 2010, 2011 und 2012 aus (Stop the Clock-Beschluss). Verstöße gegen Berichts- und Abgabepflichten für Flüge, die außerhalb des EWR, der Schweiz und Kroatiens begannen oder endeten, wurden seitdem nicht mehr sanktioniert und nur noch rund 40 % aller in der EU startenden oder landenden Flüge vom Emissionshandel erfasst. Mit der Aussetzung reagierte die EU auf die Bemühungen der Internationalen Zivilluftfahrtorganisation (ICAO), ein globales marktbasiertes Klimaschutzinstrument zur Minderung der internationalen Luftverkehrsemissionen zu etablieren.
Bei der 38. Versammlung der ICAO wurde ein System zur Kompensation und Minderung von Treibhausgasemissionen aus dem internationalen Luftverkehr außerhalb des EWR (CORSIA) vereinbart, das sich seit 2021 in der Pilotphase befindet. Die USA und die großen Schwellenländer setzten durch, dass die Teilnahme von Staaten an der Pilotphase (2021–2023) und der ersten Phase (2024–2026) freiwillig ist. Zudem gibt es Erleichterungen für Entwicklungsländer und für Staaten mit schwieriger Wirtschaftslage. Flüge zwischen EU- und Nicht-EU-Flughäfen in den EU-Emissionshandel einzubeziehen, lehnte die ICAO-Vollversammlung ab. Abgelehnt wurde auch der EU-Kompromissvorschlag, nur die über Europa geflogenen Kilometer zu berücksichtigen („Luftraum-Ansatz“).
Die Verpflichtungen, die sich für in der EU ansässige Unternehmen aus CORSIA ergeben, sollen durch eine Überarbeitung der Emissionshandelsrichtlinie für den Luftverkehr in EU-Recht umgesetzt werden.
Im Juni 2021 wurden nach dem Brexit aus dem Vereinigten Königreich ankommende Flüge aus dem Emissionshandelssystem der Union ausgeschlossen.

#### Seeverkehr
Der Seeverkehr wurde 2024 in den EU-ETS integriert; im Gegenzug wurde das Cap 2024 um 78,4 Mio. Zertifikate erhöht. Reguliert werden Schifffahrtsunternehmen, wobei Schiffe mit einer Bruttoraumzahl größer 5000 erfasst werden. Es werden 100 % der CO2-Emissionen in Häfen des Europäischen Wirtschaftsraums (EWR) und auf Strecken zwischen Häfen des EWR angesetzt, aber nur 50 % der CO2-Emissionen der Strecken zwischen EWR-Häfen und Nicht-EWR-Häfen. Die Abgabepflicht für Zertifikate begann 2024 zunächst mit 40 % der angesetzten Emissionen, steigt 2025 auf 70 % und 2026 auf 100 %. Ab 2026 werden auch Methan und Lachgas erfasst.

#### Weitere Anlagen und Emissionen
Treibhausgasemissionen, die den Quellenkategorien des Weltklimarats Energie, Industrieprozesse und Produktverwendung, Landwirtschaft und Abfall zuzuordnen sind und nicht unter den EU-Emissionshandel fallen, werden von der EU-Lastenteilungsverordnung erfasst. Diese legt für den Zeitraum 2021 bis 2030 nationale Ziele für die Reduzierung von Emissionen aus dem Straßenverkehr, der Beheizung von Gebäuden, der Landwirtschaft, kleinen Industrieanlagen und der Abfallwirtschaft fest, um die Ziele des Übereinkommens von Paris zu verwirklichen.
Erfasst werden hier über den EU-Emissionshandel hinaus auch Teilhalogenierte Fluorkohlenwasserstoffe (H-FKW) und Perfluorkohlenwasserstoffe (PFKW) in Tonnen CO2-Äquivalent.
Das deutsche Brennstoffemissionshandelsgesetz vom 12. Dezember 2019 schuf die Grundlagen für eine Bepreisung von Kohlenstoffdioxid-Emissionen (CO2-Emissionen) in den Sektoren Wärme und Verkehr, soweit diese Emissionen nicht vom EU-Emissionshandel erfasst sind (§ 1 BEHG). Eine Anlage, die bereits dem EU-Emissionshandel unterliegt, soll nicht noch einmal durch den Brennstoffemissionshandel belastet werden. Das Kohlendioxidkostenaufteilungsgesetz soll zur Reduktion von Treibhausgasemissionen im Gebäudebereich beitragen.

### Versteigerung von Treibhausgasemissionszertifikaten

#### EU-Auktionsverordnung
Den zeitlichen und administrativen Ablauf sowie sonstige Aspekte der Versteigerung der Treibhausgasemissionszertifikate regelt die EU-Auktionsverordnung. Diese wurde aufgrund Art. 10 Abs. 4 der Emissionshandelsrichtlinie von der Europäischen Kommission erlassen (delegierte Verordnung).
Danach müssen die Mitgliedstaaten die Zertifikate in Form eines elektronischen Standardvertrags auf einer Auktionsplattform zum Kauf anbieten und eine öffentliche oder private Stelle als Auktionator bestellen. Als zuständige Behörde für die deutschen Versteigerungen von Emissionsberechtigungen führt die Deutsche Emissionshandelsstelle (DEHSt) im Umweltbundesamt die deutschen Auktionen wöchentlich am Spot-Markt der Europäischen Energiebörse EEX (European Energy Exchange) in Leipzig durch (§ 8 Abs. 1, Abs. 2, § 28 Abs. 1 Nr. 2 TEHG, § 7 Abs. 1 EHV).
Die Auktionsplattformen bestimmen vorab für jedes Kalenderjahr einen „Auktionskalender“, der über Versteigerungstermine, Zeitfenster für Gebote, Versteigerungsmengen, Auktionsobjekte sowie die Termine für Zahlung und Lieferung der Zertifikate informiert.
Bieter müssen für mindestens 500 Zertifikate bieten und können die Gebote anderer Bieter nicht sehen. Die Gesamtmenge der Gebote muss die zur Versteigerung gestellte Zertifikatmenge erreichen oder überschreiten, ansonsten wird die Versteigerung annulliert. Die Versteigerung erfolgt nach dem Einheitspreisverfahren, bei dem alle erfolgreichen Bieter den gleichen Preis zahlen. Dabei werden alle Gebote nach ihrem Preis sortiert und sodann die Mengen beginnend mit dem höchsten Gebot aufsummiert. Der Preis des Gebots, bei dem die Summe der Gebotsmengen die zu versteigernde Zertifikatmenge erreicht oder überschreitet, bildet den Auktionsclearingpreis, zu dem die Gebote an alle Bieter, die mindestens diesen Preis geboten haben, zugeteilt werden – unabhängig vom vorherigen Preisgebot des einzelnen Bieters.
Neben Anlagen- und Luftfahrzeugbetreibern können auch Wertpapierfirmen und Kreditinstitute, die auf eigene Rechnung oder im Namen ihrer Kunden bieten, zur Versteigerung zugelassen werden.
Die Versteigerung an der EEX unterliegt in Deutschland der Aufsicht nach dem Börsengesetz (§ 1 Abs. 2 BörsG). Die Überwachung der einzelnen Börsenplätze ist in Deutschland Aufgabe der Länder. Zuständige Behörde für die in Sachsen ansässige EEX ist das Sächsische Staatsministerium für Wirtschaft, Arbeit und Verkehr (SMWA) in Dresden.
Die Überwachung, an der auch die Handelsüberwachungsstelle nach § 7 BörsG beteiligt ist, gilt vor allem den Preisbildungsprozessen.
Nach Art. 25 der EU-Auktionsverordnung besteht eine Berichtspflicht gegenüber den Mitgliedstaaten und der Europäischen Kommission. Die Europäische Wertpapier- und Marktaufsichtsbehörde (ESMA) wiederum überwacht die nationalen Aufsichtsbehörden und erstellt entsprechende Berichte.

#### Handel und technischer Ablauf
Obwohl von EU-Emissionszertifikaten die Rede ist, existieren diese nicht als Dokumente in Papierform. Der Handel findet in einem rein elektronischen System statt und erfolgt über Börsen, Makler oder over the counter (OTC), also direkt zwischen den Beteiligten. Marktteilnehmer, die Emissionszertifikate kaufen oder verkaufen wollen, müssen ein elektronisches Konto eröffnen, mittels dessen die Transaktionen abgewickelt werden.
Außerhalb Deutschlands existieren als Marktplätze für Emissionsberechtigungen zum Beispiel die European Climate Exchange (ECX) in London oder die Energy Exchange Austria (EXAA) in Wien. Eine globale Handelsplattform bot das transatlantische Börsenunternehmen NYSE Euronext mit der Umweltbörse BlueNext bis zur Schließung 2012.
An der EEX in Leipzig dient der EEX Carbon Index, kurz Carbix, als Referenzpreis für Emissionsberechtigungen. Der Carbix ist ein Spotmarktpreis, der börsentäglich um 11.00 Uhr per Auktion ermittelt wird. Der Ausgang der Auktion wird meist zehn Minuten später auf der Homepage der EEX mitgeteilt. Im Jahr 2005 wurden mindestens 362 Millionen Zertifikate (Tonnen CO2) im Wert von ca. 7,2 Milliarden Euro gehandelt. Im Jahr 2006 stieg das Handelsvolumen auf eine Milliarde, 2007 auf 1,6 Milliarden und 2008 auf nahezu 3,1 Milliarden Zertifikate an. Auf den europäischen Handel entfielen etwa 73 Prozent des globalen Zertifikatehandels, der 2008 einen Wert von 92,4 Milliarden Euro umfasste. Das Handelsvolumen ist nicht zu verwechseln mit dem Gesamtbudget (Cap) und kann deutlich darüber liegen.
Die EU-Emissionszertifikate waren eingeschränkt kompatibel zu den Zertifikaten des Kyoto-Protokolls (Assigned Amount Unit (AAU), Emission Reduction Units (ERU) aus Gemeinschaftsreduktionen und Certified Emission Reduction (CER) aus CDM-Projekten). Emissionsrechte aus anderen Ländern, die im Rahmen des Clean Development Mechanism erworben wurden, konnten im ETS bis 2020 unter bestimmten Bedingungen begrenzt angerechnet werden (siehe Phase II). Neben dem ETS fand noch ein zweiter Handel mit Emissionsrechten statt: Unter dem Kyoto-Protokoll konnten Staaten bilateral ihre Senkungsverpflichtungen handeln.

#### Jahresmengen ausgegebener Zertifikate (Cap)
Für den am 1. Januar 2005 beginnenden Dreijahreszeitraum sowie den am 1. Januar 2008 beginnenden Fünfjahreszeitraum und jeden folgenden Fünfjahreszeitraum sah die EHS-Richtlinie in Art. 11 in Verbindung mit Art. 9 einen nationalen Plan vor, aus dem hervorgeht, wie viele Zertifikate ein Mitgliedstaat insgesamt für diesen Zeitraum zuzuteilen beabsichtigt und wie er die Zertifikate zuzuteilen gedenkt. In den Jahren 2005–2007 und 2008–2012 war dieses System der nationalen Allokationspläne auf EU-Ebene kaum harmonisiert. Es wurden kostenlose Zertifikate auf Basis der historischen Produktion vergeben.
Erst 2013 wurde ein EU-weites Gesamtbudget (Cap) von 2,08 Mrd. Tonnen CO2 pro Jahr bei einer jährlichen Reduktionsrate von 1,74 % festgelegt. Außerdem gelten seitdem erstmals in allen EU-Mitgliedstaaten dieselben Regeln für die Zuteilung und Versteigerung von Emissionsberechtigungen nach der EU-Auktionsverordnung. In den folgenden Jahren sank das Cap jedes Jahr jeweils um knapp 38,3 Millionen Tonnen auf 2,05 Mrd. Tonnen 2014 und 2,01 Mrd. Tonnen 2015 usw. bis auf 1,82 Mrd. Tonnen 2020.
2021 wurde die jährliche Reduktionsrate auf 2,2 % erhöht. Das Cap beträgt aktuell (2023) 1,49 Mrd. Tonnen.
Die EU-Zuteilungsverordnung (EU-ZuVO) enthält EU-einheitliche Vorgaben zur kostenlosen Zuteilung, zum Antragsverfahren sowie zum Umfang und methodischen Vorgehen bei der Datenerfassung von Emissionszertifikaten im Sinne von Kapitel III (ortsfeste Anlagen) der EHRL in den Zuteilungszeiträumen ab 2021. Die aufgrund Art. 14 der EU-ZuVO erstellte NIMs-Liste (NIMs = National Implementation Measures) enthält die vorläufigen Zuteilungsmengen der stationären Bestandsanlagen in Deutschland für den Zuteilungszeitraum 2021 bis 2025. Die in der nationalen Zuteilungstabelle (NAT) ausgewiesenen Zuteilungsmengen spiegeln die endgültigen Zuteilungsmengen wider, wie sie von der Europäischen Kommission gebilligt wurden.

#### Einnahmenverwendung
Die Erlöse aus der Versteigerung von Zertifikaten erreichten 2019 eine Höhe von rund 14 Milliarden Euro. Mindestens 50 % davon müssen von den Mitgliedstaaten zur Förderung des Klimaschutzes eingesetzt werden. Tatsächlich betrug dieser Anteil in den Jahren 2013 bis 2019 rund 78 %. In Deutschland fließen 100 % der Erlöse in den Klima- und Transformationsfonds (ehemals Energie- und Klimafonds, EKF), der Maßnahmen im Klimaschutz, der Energieeffizienz und der erneuerbaren Energien finanziert.
Außerdem fließen Erlöse in zwei dafür eingerichtete Europäische Fonds. Der Innovationsfonds fördert emissionsarme innovative Technologien in allen Mitgliedstaaten. Der Modernisierungsfonds unterstützt gezielt ärmere Mitgliedstaaten bei der Dekarbonisierung ihrer Energiesysteme.

### Zertifikateüberschuss und Preisverfall bis 2017

#### Zertifikateüberschuss
In den ersten Handelsperioden zwischen 2009 und 2017 überstieg das Angebot an Emissionszertifikaten auf dem Markt deutlich die Nachfrage, was zu einem Preisverfall führte. Zugleich fehlte der wirtschaftliche Anreiz für die erfassten Unternehmen, in kohlendioxidarme Technik zu investieren. Ende 2013 war ein Überschuss von 2,2 Milliarden Zertifikaten aufgelaufen. In den Jahren 2014 bis 2016 wurden daher Zertifikate von 900 Millionen Tonnen CO2 zurückgehalten, um durch das sogenannte „Backloading“ die Menge der verfügbaren Zertifikate kurzfristig zu verknappen.
2019 wurden die zurückgehaltenen Zertifikate in die neu geschaffene Marktstabilitätsreserve (MSR) überführt. Der zugrunde liegende Mechanismus definiert fortan einen Korridor von 400–833 Mio. in Umlauf befindlichen Zertifikaten. Sind mehr Zertifikate im Umlauf, so muss die EU die zu versteigernden Mengen mit der nächsten Auktion verringern. Wird der Korridor unterschritten, so werden Zertifikate aus der Reserve zusätzlich in den Markt gebracht. Ferner können Zertifikate aus der MSR gelöscht werden, wenn der Bestand die Auktionsmengen des Vorjahres überschreitet.
In den Jahren 2017 bis 2019 stieg der Preis für ein Zertifikat von unter 10 auf über 20 EUR. Nach einem Bericht des Wegener Center und weiterer Einrichtungen reichte dieser Preis jedoch bei weitem nicht aus, um die großskalige Inbetriebnahme von klimafreundlichen Technologien voranzutreiben. Laut dem Internationalen Währungsfonds würde der CO2-Preis bis 2030 auf 50 bis 100 USD pro Tonne steigen, wenn die Zertifikatemenge soweit reduziert würde, dass das Zwei-Grad-Ziel des Pariser Abkommens erreicht werden könnte. Nach 2019 stieg der Preis weiter auf derzeit (2023) über 90 Euro pro Tonne.

#### Preisbildung
Der Preis für ein Zertifikat wird von unterschiedlichen Faktoren beeinflusst.
Wurde zunächst die Rezession in den EU-Staaten sowie die verstärkte Einspeisung Erneuerbarer Energien als Ursache für den Preisverfall bezeichnet, so kam eine spätere Untersuchung zu dem Ergebnis, dass diese nur 10 % des Preisrückgangs erklären können, während 90 % des Preisrückgangs bisher ungeklärt sind. Ziel war dementsprechend ein signifikant höheres Preisniveau, da nur so die Wirksamkeit des Emissionshandels gewährleistet werden konnte.
Trotz des niedrigen Preises konnte für Deutschland nachgewiesen werden, dass nicht vom Zertifikatezwang befreite Firmen ihre Emissionen schneller senkten als der Durchschnitt, ohne Arbeitsplätze oder Exporte zu verlieren.
Nach Ansicht des ifo-Instituts vom Februar 2012 senken die durch das Erneuerbare-Energien-Gesetz (EEG) in Deutschland bei der Stromerzeugung vermiedenen Emissionen die Nachfrage nach Emissionshandelszertifikaten und damit deren Preis in Europa. Der niedrigere Preis mache fossile Energien billiger und so werden in Ländern ohne vergleichbare Förderungen die Investitionen in fossile Energiegewinnung gelenkt. So entstünden etwa Kohle- und Gaskraftwerke in Polen oder Italien, während Solaranlagen an geeigneten Standorten wie Spanien verhindert würden. Durch die Kollision mit dem EEG könne der EU-Emissionshandel daher seine Aufgabe, die Emissionen zu den geringst möglichen volkswirtschaftlichen Kosten zu senken, nicht erfüllen.
Das deutsche Umweltbundesamt drängte auf stärkere Anreize für den Klimaschutz durch den Emissionshandel und eine entsprechende Anpassung des Zertifikatebudgets. Nur so gebe es für Energiesektor und Industrie genug Anreiz, mehr in den Klimaschutz zu investieren. Insgesamt müsse das Europäische Klimaschutzziel von 20 Prozent auf 30 Prozent erhöht werden. Bedenklich sei zudem, dass die Emissionen aus dem Verkehrsbereich steigen, die nicht im Emissionshandel einbezogen sind.
Germanwatch veröffentlichte im Februar 2013 zusammen mit sechs großen Unternehmen einen Appell an die Bundesregierung zur Reparatur des EU-Emissionshandels. Darin fordern Alstom, EnBW, E.ON, Otto, Puma, Shell und Germanwatch mehr Sicherheit für Klimaschutzinvestitionen der Wirtschaft. Dafür müsse die Bundesregierung die Vorschläge der EU-Kommission zur Reform des Emissionshandels unterstützen. Ebenfalls wurde eine Umfrage des Instituts TNS Emnid veröffentlicht, der zufolge sich 73 Prozent der Deutschen dafür aussprechen, dass die EU ihr Emissionsziel für 2020 von den niedrigen 20 auf 30 Prozent unter dem Niveau von 1990 anhebt. Ebenfalls ¾ der Befragten wollten, dass Bundeskanzlerin Angela Merkel sich persönlich in intensive Verhandlungen mit der polnischen Regierung zur Erreichung des 30-Prozent-Ziels einschaltete. Polen war der wichtigste Blockierer höherer Klimaziele. Auch der Bundesverband Erneuerbare Energie appellierte mehrfach, den europäischen Emissionshandel wiederzubeleben, um so fairere Wettbewerbsbedingungen für Erneuerbare Energien zu schaffen.
Nach Ansicht des Deutschen Instituts für Wirtschaftsforschung (DIW) vom März 2013 hatte sich ein großer Überschuss an Emissionszertifikaten angesammelt. Gründe hierfür seien „vor allem unerwartete Emissionsminderungen aufgrund der Wirtschaftskrise und ein starker Zustrom an internationalen Emissionsgutschriften“ gewesen. Nach Schätzungen des Instituts könnte der kumulierte Überschuss bis 2015 auf 2,6 Milliarden Tonnen ansteigen. Damit der Emissionshandel seine Lenkungswirkung erfüllen kann, müsse der Zertifikatsüberschuss dauerhaft abgebaut werden. Eine Analyse des Instituts zeige, dass ein Teil des Überschusses durch die Hedging-Nachfrage von Stromerzeugern absorbiert werden könne. Der verbleibende Überschuss könnte durch die von der EU-Kommission vorgeschlagene Verschiebung von Zertifikatsversteigerungen (Backloading) innerhalb der laufenden Handelsperiode reduziert werden. Zugleich sei ein Konsultationsprozess für eine strukturelle Reform des Emissionshandels eingeleitet worden. Durch diese Maßnahmen könne der EU-Emissionshandel seiner Rolle wieder gerecht werden. Andernfalls stehe die Glaubwürdigkeit der europäischen Klimapolitik auf dem Spiel.
Auch der Jahresbericht Energieverbrauch in Deutschland im Jahr 2013 der AG Energiebilanzen zieht das Fazit, dass „die mit dem Emissionshandel intendierten Anreize für ein emissionsminderndes Verhalten bei derartigen Zertifikatspreisen [von ca. 5 Euro/Tonne] nicht zu erwarten“ seien.
Die Preisentwicklung im EU-Emissionshandel begünstigte nach Ansicht der Agentur für Erneuerbare Energien vom Juni 2013 die Stromerzeugung aus Kohle zu Lasten flexibler Gaskraftwerke. Das konterkariere die Klimaschutz- und Energiewende-Ziele der EU und der deutschen Bundesregierung. Angesichts niedriger CO2-Preise verschlechtere sich die Wettbewerbsfähigkeit von Erdgas- gegenüber Kohlekraftwerken und die Auslastung von Gaskraftwerken nehme ab.
Untersucht wurde auch, inwieweit eine Verlagerung von Unternehmen mit hohem Treibhausgasausstoß in Länder mit geringeren Umweltauflagen (das sogenannte „Carbon Leakage“) für den Preisverfall verantwortlich ist. Um Kosten für Emissionsrechte zu sparen, investieren einige Firmen nicht in mehr Effizienz, sondern verlagern ihre Industrieanlagen in außereuropäische Staaten.

### Umweltpolitische Wirksamkeit
Die umweltpolitische Wirksamkeit und ökonomische Effizienz des Emissionshandels war lange umstritten. Während er in der ökonomischen Theorie als effizienteste Form der Emissionsvermeidung gilt, gilt dies laut Jesse D. Jenkins in der realpolitischen Praxis wegen externer Beschränkungen, etwa der durchsetzbaren Preise, nicht. Das Cap wird anders gewählt, als es für das kosteneffektive Erreichen eigentlich angestrebter Ziele notwendig wäre. Daher kann die Kombination des Emissionshandels mit weiteren Instrumenten gemäß der Theorie des Zweitbesten die Effizienz verbessern oder sogar notwendig sein, um mittel- und langfristig angestrebte Emissionsgrenzen überhaupt einzuhalten.
Die Wirksamkeit des EU-Emissionshandels im Hinblick auf das Ziel, langfristige Investitionen in klimafreundliche Technologien zu stimulieren, war zunächst aufgrund eines sehr niedrigen Zertifikatspreises, ausgelöst durch ein Überangebot an Zertifikaten, nicht gegeben. Im Oktober 2016 lag der Preis – entgegen den ursprünglichen Erwartungen – gemäß den Gesetzen von Angebot und Nachfrage bei 5,62 Euro/Tonne. Diese Preise boten laut Selder kaum Anreiz zur Emissionsreduktion. Um das 2015 im Übereinkommen von Paris international beschlossene Ziel einzuhalten, die globale Erwärmung bei deutlich unter 2 °C zu halten, hätte laut Rockström ein Mindestpreis von mehr als 50 US-$ pro Tonne eingeführt werden müssen. Bis 2050 müsste dieser Preis noch deutlich steigen. Joachim Weimann weist darauf hin, dass sich Investitionen in neue Technologien an Preiserwartungen orientieren und daher empirisch schwer zu ermitteln seien. Letztlich verweise auch dieses Argument nicht auf ein Versagen des Instrumentes Emissionshandel selbst, sondern auf einen politisch zu hoch gesetzten Cap. Niedrige Investitionen deuten darauf hin, dass Marktakteure auch langfristig keine wesentliche Knappheit an Zertifikaten erwarten.
Die Ursache für den Preisverfall blieb weitgehend unbekannt. Die Rezession in den EU-Staaten sowie der Ausbau der Erneuerbaren Energien wurden häufig als Hauptgrund vermutet, dies wurde aber mittlerweile widerlegt. Um potentiell negative Interaktionen mit weiteren Klimaschutzinstrumenten wie Fördermaßnahmen für Erneuerbare Energien zu vermeiden, wurde empfohlen, die ausgegebenen Zertifikate entsprechend der Zunahme der Ökostromproduktion zu reduzieren. Andererseits führten strengere nationale Klimaschutzmaßnahmen durch den herrschenden Zertifikateüberschuss seinerzeit nicht dazu, dass Emissionen in andere EU-Staaten verlagert wurden, wie dies normalerweise der Fall gewesen wäre, sondern erhöhen nur weiter den Zertifikateüberschuss.
Im Zuge mehrerer Reformen seit 2018 sowie der Überführung von Zertifikaten in die Marktstabilitätsreserve (siehe oben: #Zertifikateüberschuss und Preisverfall bis 2017) stieg der Zertifikatepreis seit 2018 spürbar an. Die festgelegte Obergrenze der Emissionen, das Cap, wird seit 2021 um 2,2 % jährlich reduziert. Das Cap wurde seit 2009 nicht nur eingehalten, sondern durchgängig – teils erheblich – unterschritten.
Neben der Verringerung von Treibhausgasemissionen bringt das EU-ETS positive Nebeneffekte mit sich. So hat das EU-ETS wahrscheinlich beträchtlich dazu beigetragen, die atmosphärischen Konzentrationen von Luftschadstoffen in der EU zu reduzieren, darunter Schwefeldioxid, Feinstaub und Stickoxide. Diese Reduktion hat neben dem Hauptziel des Systems, den Klimawandel zu mildern, zu lokalen gesundheitlichen Zusatznutzen geführt.

## Entwicklung

Die atmosphärische Konzentration von Kohlendioxid steigt seit Jahrzehnten stark an. Kohlendioxid ist für den Großteil des anthropogenen Treibhauseffektes und damit für die globale Erwärmung verantwortlich.

Der europäische Emissionshandel konnte erst nach einem zweifachen Fehlschlag entstehen: Ursprünglich wollte die Europäische Kommission Anfang der 1990er Jahre eine Kohlenstoff- und Energiesteuer einführen. Der Vorschlag scheiterte aber am Widerstand der Mitgliedstaaten, die darin den Einstieg in die Erhebung von Steuern durch die EU sahen, was einen Kernbereich ihrer staatlichen Souveränität betroffen hätte. Der zweite Fehlschlag betrifft den erheblichen, aber letztlich nicht erfolgreichen Widerstand der EU-Delegation bei den Verhandlungen zum Kyoto-Protokoll zwischen 1995 und 1997 gegen eine Verankerung des Emissionshandels. Vor allem die US-Amerikaner hatten darauf gedrungen, „flexible Mechanismen“ in das Kyoto-Protokoll mit aufzunehmen, zu denen auch ein Emissionshandel gehörte, und waren letztlich damit erfolgreich. Mit diesen Entwicklungen konfrontiert, wandelte sich daraufhin die Meinung innerhalb der Kommission, und sie begann mit der konzeptionellen Arbeit am späteren EU ETS.
Im Kyoto-Protokoll von 1997 hat sich die Europäische Union verpflichtet, bis zum Zeitraum 2008–2012 die durchschnittlichen Treibhausgasemissionen um acht Prozent gegenüber dem Niveau von 1990 zu verringern, um der globalen Erwärmung entgegenzuwirken. Nach dem Prinzip der Lastenteilung (burden sharing) haben die EU-Mitgliedstaaten dieses durchschnittliche Reduktionsziel untereinander aufgeteilt. Dabei hat sich Deutschland beispielsweise zu einer Verringerung seiner Treibhausgas-Emissionen um 21 Prozent verpflichtet, Großbritannien sollte um 12,5 Prozent reduzieren, Frankreich sollte seinen Ausstoß auf dem Niveau von 1990 stabilisieren und Spanien konnte seine Emissionen noch um 15 Prozent steigern. Nach einer unilateralen Selbstverpflichtung der EU sollten die Emissionen bis 2020 sogar um 20 Prozent gesenkt werden (im Falle eines internationalen Übereinkommens um 30 Prozent).
Um das Klimaschutzziel zu erreichen, einigten sich die EU-Staaten 2003 im Rahmen des Europäischen Programms für den Klimaschutz (ECCP) unter anderem auf die Einführung eines grenzüberschreitenden Emissionshandels als zentralem Baustein der Klimapolitik der Europäischen Union.

### Phase I (2005–2007)
In Phase I mussten die Nationalstaaten 95 Prozent der Zertifikate kostenlos abgeben. Fünf Prozent konnten versteigert werden. Nur wenige Mitgliedstaaten nutzten ihren Spielraum. Somit wurden fast alle Emissionsberechtigungen verschenkt.

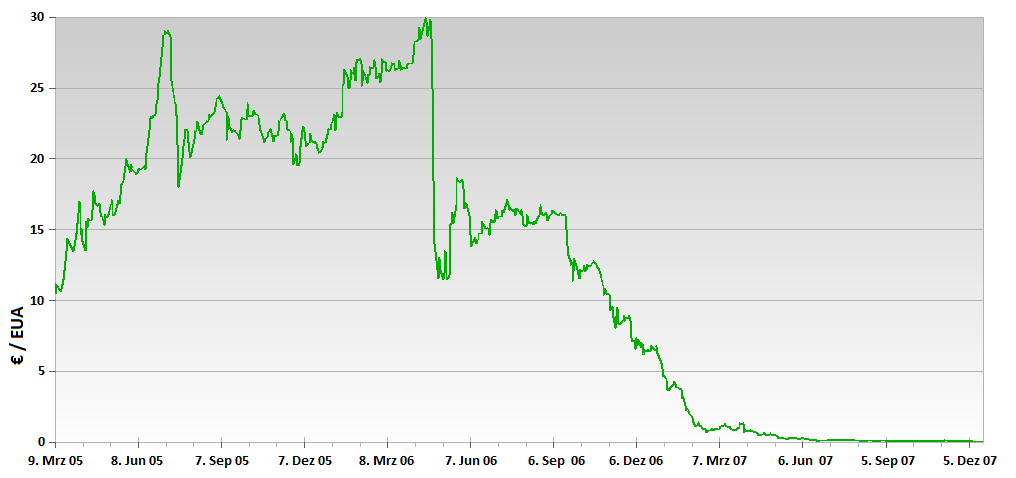
Preisentwicklung der EU-Emissionszertifikate in Phase I

Phase I stand unter dem Zeichen einer massiven Überallokation an Berechtigungen. Insgesamt wurden etwa 2.150 Millionen Zertifikate pro Jahr ausgegeben. Tatsächlich wurden aber nur 2.012 Millionen Tonnen (2005), 2.034 Mio. t (2006) beziehungsweise 2.050 Mio. t (2007) CO2 von den erfassten Anlagen emittiert, also jährlich gut 100 Millionen Tonnen weniger, als durch Zertifikate erlaubt gewesen wäre. Speziell der Energiesektor erhielt zu viele Emissionsberechtigungen. Insgesamt standen den 15 alten EU-Staaten (EU-15) in Phase I nicht weniger, sondern 4,3 Prozent mehr Emissionszertifikate zur Verfügung als im Basisjahr 1990. Lediglich Großbritannien und Deutschland verpflichteten sich in Phase I zu einer CO2-Reduktion.
Nachdem Ende April 2006 bekannt wurde, dass die französischen Unternehmen im Jahr 2005 knapp 12 Prozent weniger Kohlendioxid emittierten, als sie eigentlich durften, brach der Preis der Emissionshandelszertifikate vom historischen Höchstwert von 30 Euro auf 9,13 Euro ein (siehe Grafik). Verantwortliche sprachen von einer „Testphase“ für das System. Der kontinuierliche Preisverfall zum Ende des Jahres 2007 ist darauf zurückzuführen, dass die Zertifikate nicht in die nächste Periode mitgenommen werden konnten. Entsprechend näherte sich ihr Wert gegen Null.

#### Wissenschaftliche Bewertung
Um den Erfolg des Emissionshandelssystems einschätzen und bewerten zu können, reicht ein einfacher Vergleich von Zertifikate-Zuteilung und tatsächlichen Emissionen nicht aus. Werden den Treibhausgasverursachern mehr Emissionsberechtigungen zugeteilt, als diese benötigen, könnte das einerseits auf eine zu hoch angesetzte Begrenzung der Zertifikate (Überallokation), jedoch genauso gut auf unerwartete Einsparungen von Seiten der Industrie hindeuten.

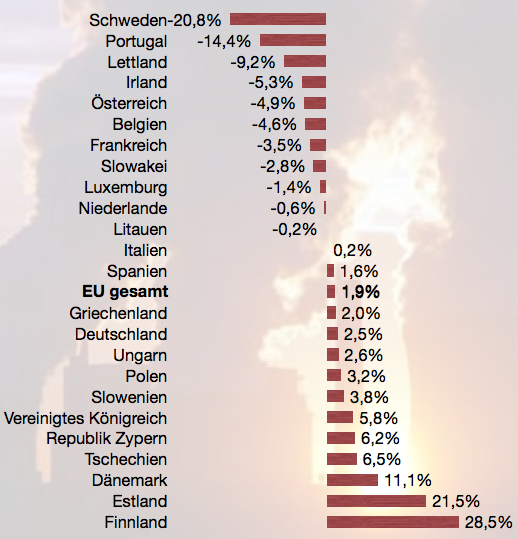
Veränderung der Treibhausgasemissionen des EHS-Sektors in Phase I (2005–2007)

Umweltökonomen des Massachusetts Institute of Technology schätzen die Reduzierung von CO2-äquivalenten Emissionen als Folge der Einrichtung des EU-Emissionshandels in den Jahren 2005 und 2006 auf 50 bis 100 Mio. Tonnen pro Jahr. Dies würde immerhin zwischen 2,5 und 5 Prozent der gesamten damaligen Emissionen im EU-Emissionshandelssektor entsprechen. Das Ergebnis deutet eher auf unerwartete Einsparungen vonseiten der Industrie hin, was einem – zumindest kleinen – Erfolg des Emissionshandels in dieser Phase gleichkommt. Die Forscher weisen jedoch darauf hin, dass einige der zugrunde gelegten Daten (Emissionen der Jahre 2000 bis 2002, die auch für die Erstellung der nationalen Allokationspläne verwendet wurden) nicht sehr verlässlich sind, da sie von der Industrie und unter Zeitdruck zur Verfügung gestellt wurden.
Forscher der Katholischen Universität Löwen kommen zum Ergebnis, dass durch den EU-Emissionshandel allein im Bereich der Stromproduktion im Jahr 2005 88 Millionen Tonnen Kohlendioxid und im Jahr 2006 rund 59 Millionen Tonnen eingespart werden konnten. Deutschland zeichnet demnach für 35,3 Millionen Tonnen (2005) bzw. 27,4 Millionen Tonnen (2006) verantwortlich, was rund 40 Prozent (oder rund 47 Prozent für 2006) der damaligen EU-weiten Emissionsminderung entspricht. Laut Studienautoren ist dies auf den überproportional hohen Anteil von Strom aus Kohlekraftwerken zurückzuführen, welche vom Emissionshandel besonders betroffen sind.
Laut Berechnungen der Europäischen Kommission (Stand Oktober 2008) lagen die Treibhausgasemissionen der EU-15 (EHS und Nicht-EHS-Sektor) im Jahr 2006 um 2,7 Prozent unter dem Ausgangswert von 1990, und das obwohl die Wirtschaft dieser Länder im selben Zeitraum um 40 Prozent wuchs. Die Emissionen der EU-27 fielen demnach sogar um 10,8 Prozent unter den Basiswert von 1990. Laut eigenen Prognosen nahm die EU bereits 2008 an, ihr selbst gestecktes Ziel aus dem Kyoto-Protokoll somit voraussichtlich zu erreichen oder sogar zu übertreffen. Zumindest einige der damaligen Erfolge basierten jedoch auf Einsparungen abseits des Emissionshandels. Schließlich sind die Emissionen des EHS-Sektors zwischen 2005 und 2007 nicht gesunken, sondern um 1,9 Prozent gestiegen (siehe Grafik).

### Phase II (2008–2012)
Die zweite Phase lief von 2008 bis 2012 und fiel damit mit der ersten Verpflichtungsperiode des Kyoto-Protokolls zusammen, auf die sich die Emissionsziele beziehen. Die 2007 neu der EU beigetretenen Staaten Rumänien und Bulgarien nehmen seither genauso teil wie die EWR-Staaten Liechtenstein, Island und Norwegen.
Nach Genehmigung der 27 nationalen Allokationspläne durch die EU-Kommission standen seit 2008 nur mehr Emissionsberechtigungen für 2,08 Mrd. t CO2 pro Jahr zur Verfügung. Dies entsprach lediglich einer Unterausstattung von 40 Mio. t CO2 (−1,9 Prozent) gegenüber den Emissionen im Jahr 2005.
Im Gegensatz zur ersten Handelsperiode konnten fehlende CO2-Emissionsberechtigungen auch durch Emissionsreduzierungen in Drittländern aus sogenannten Clean-Development-Mechanism- (CDM) oder Joint-Implementation-Projekten (JI) ausgeglichen werden. Beide Mechanismen ermöglichten es vor allem Industrieländern, ihre Reduktionsverpflichtungen bis zu einem gewissen Grad auch außerhalb des eigenen Staatsgebiets (etwa in Entwicklungsländern) einzulösen, wobei Aufforstungsprojekte ausgenommen waren. Einerseits sollten dadurch die Kosten der Emissionsverringerung möglichst niedrig gehalten werden. Andererseits sollte der Transfer von Geld und Technologie den Entwicklungsländern eine ökologisch nachhaltige wirtschaftliche Entwicklung ermöglichen. Die zulässige Höhe der so ausgeglichenen Emissionen konnte jeder Staat eigenständig festlegen; in Deutschland wurde sie auf 22 Prozent der jeder einzelnen Anlage zugeteilten Emissionszertifikate begrenzt.
Außerdem wurden etwas mehr Anlagen erfasst als in der ersten Periode, etwa Cracker in Chemiefabriken (insgesamt 52 Millionen Tonnen pro Jahr).
Bezüglich der Allokation der Zertifikate hatten die Länder in ihren nationalen Allokationsplänen mehr Freiheiten: Sie konnten bis zu zehn Prozent ihrer Zertifikate versteigern. Dies wurde in Deutschland bis 2013 von der staatseigenen KfW Bankengruppe abgewickelt.

### Phase III (2013–2020)

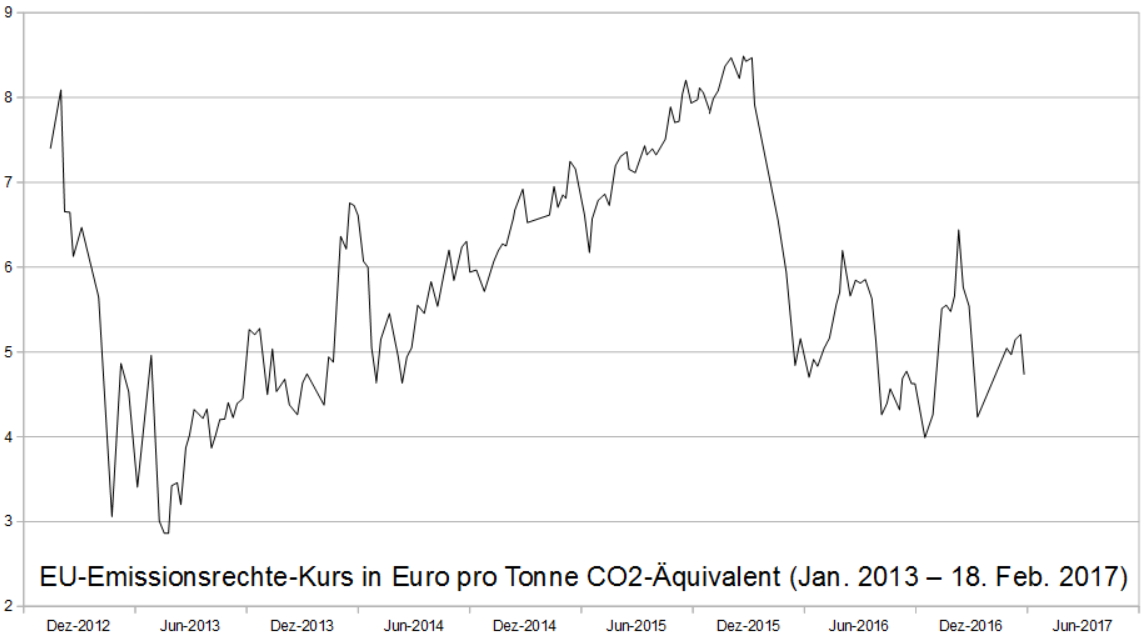
EU Emissionshandel – Kurs (pro Tonne CO_{2}-Äquivalent) Jan. 2013 – Feb. 2017

Mit der am 23. April 2009 von der EU beschlossenen dritten Handelsphase wurden weitere klimawirksame Stoffe in den Emissionshandel einbezogen, darunter Lachgas und vollhalogenierte Fluorkohlenwasserstoffe. Es gab allerdings Ausnahmen für energieintensive und exportorientierte Unternehmen.

#### Europaweites Cap statt nationaler Allokationspläne
Die Regelungen zur Vergabe der Zertifikate erfuhren wesentliche Veränderungen. Die nationalen Allokationspläne wurden durch eine EU-weite Gesamtobergrenze (Cap) für CO2-Emissionen ersetzt. Diese betrug im Jahr 2013 2,08 Mrd. t CO2. Die Menge wurde jährlich – beginnend mit 2014 – um den festen Wert von 1,74 Prozent der durchschnittlich in der zweiten Handelsperiode verausgabten Zertifikate (entspricht 38,3 Mio. t CO2) gesenkt.

#### Zuteilung der Zertifikate
Während in der ersten und zweiten Phase die Emissionszertifikate großteils gratis verteilt wurden, wurden mit Beginn der dritten Handelsperiode diese verstärkt durch Versteigerung vergeben. 2013 betrug der Anteil der auktionierten Zertifikate 20 Prozent (vorher bis zu zehn Prozent). In den folgenden Jahren stieg der Anteil bis auf gut 50 Prozent im Jahr 2020 und sollte schließlich bis auf 100 Prozent im Jahr 2027 steigen. Laut ursprünglichem Kommissionsvorschlag sollten bereits 2020 sämtliche Emissionszertifikate versteigert werden. Der Rat der EU setzte sich jedoch schließlich mit dem weniger ambitionierten Ziel durch. Die Stromproduzenten müssen bereits seit 2013 alle benötigten Zertifikate bezahlen, ausgenommen davon waren – vor allem osteuropäische – Mitgliedstaaten, deren Kraftwerke einen vergleichsweise hohen Kohleanteil aufweisen. Die Betreiber dieser Kraftwerke erhielten zu Beginn noch bis zu 70 Prozent der Zertifikate gratis, müssen diese jedoch seit 2020 ebenfalls zur Gänze ersteigern.
Darüber hinaus kam es zu einer Neuregelung der Vergabe von Gratiszertifikaten. Jene Zertifikate, die weiterhin kostenfrei bleiben, werden nicht mehr nach dem Grandfathering (die Orientierung an historischen Emissionen der Anlage) vergeben, sondern nach dem Prinzip der besten verfügbaren Technologie (best available technology, BAT, Orientierung am technischen Standard der Anlagenklasse als Benchmark). Einem Stahlwerk etwa werden nicht mehr danach Zertifikate zugeteilt, wie viel CO2 es bisher ausgestoßen hat, sondern gemessen an dem Maßstab, wie hoch der Ausstoß eines modernen und effizienten Stahlwerks der gleichen Größenordnung ist. Ausgangspunkt für die Festlegung der Benchmarks ist die Durchschnittsleistung der zehn Prozent effizientesten Anlagen eines Sektors bzw. Teilsektors in der Gemeinschaft in den Jahren 2007 und 2008. Die Benchmarks werden dann für die einzelnen Produkte ermittelt und berücksichtigen die „effizientesten Techniken, Ersatzstoffe, alternative Herstellungsprozesse, hocheffiziente Kraft-Wärme-Kopplung, effiziente energetische Verwertung von Restgasen, die Verwendung von Biomasse sowie die Abscheidung und Speicherung von CO2, sofern entsprechende Anlagen zur Verfügung stehen.“ Jene energieintensiven Betriebe, die zu den umweltfreundlichsten zehn Prozent ihrer Branche in Europa zählen, werden mit Gratisemissionszertifikaten belohnt.
95 Prozent der Industrieemissionen erhielten 2013 kostenlose Zuteilungen, da in diesen Branchen die Produktionskosten durch eine (theoretische) CO2-Abgabe von 30 Euro/Zertifikat um mehr als fünf Prozent steigen würden und sie ihre Umsätze zu mehr als zehn Prozent im Export außerhalb der EU erlösen oder sofern eines dieser beiden Kriterien 30 Prozent beträgt.
Dadurch sollen Wettbewerbsnachteile gegenüber Mitbewerbern verhindert werden, die in Staaten operieren, die sich nicht am globalen Klimaschutz beteiligen. Welche Sektoren in Zukunft von diesem sogenannten „Carbon Leakage“ profitieren, wird seit 2009 von der EU-Kommission bestimmt und alle fünf Jahre neu festgelegt.

#### Einnahmenverwendung in Phase III
Die Einnahmen in Höhe eines hohen zweistelligen Milliarden-Euro-Betrages wurden zum Teil an die Mitgliedstaaten ausgeschüttet, zum Teil in einen Klimafonds investiert. Reiche EU-Staaten mussten 12 Prozent der ihnen zustehenden Emissionsrechte an ärmere Staaten abgeben, um deren Kosten durch den Emissionshandel abzufedern. Im Detail wurden die zur Auktionierung vorgesehenen Emissionsberechtigungen wie folgt an die Mitgliedstaaten verteilt:
- 88 Prozent gingen an die Mitgliedstaaten entsprechend ihrer Emissionsanteile im Jahr 2005.
- 10 Prozent wurden entsprechend des Umverteilungsvorschlags der Kommission (Annex 2) an 19 ärmere bzw. wachstumsschwache Mitgliedstaaten verteilt.
- 2 Prozent gingen an jene neun damals neuen EU-Mitgliedstaaten, deren Treibhausgasemissionen zwischen 1990 und 2005 um 20 Prozent sanken. Rumänien erhielt davon einen Anteil von 29 Prozent, Polen 27 Prozent und Bulgarien 15 Prozent.[138]

### Phase IV (2021–2030)
Im Juli 2015 wurde durch die Europäische Kommission ein Vorschlag für die 4. Handelsperiode vorgelegt. Ab 2017 liefen hierzu Verhandlungen im Rahmen der sogenannten „Trilog“-Beratungen zwischen Kommission, Rat und Parlament. Im März 2018 trat die Reform schließlich in Kraft.
Als eine wesentliche Änderung wurde eine Erhöhung des linearen Reduktionsfaktors von 1,74 % auf 2,2 % beschlossen, die Emissionshöchstmenge soll also jährlich um 2,2 % reduziert werden. Dieser Reduktionsfaktor soll frühestens 2024 angepasst werden. Das deutsche Umweltbundesamt hält allerdings eine Reduzierung von jährlich 2,6 % für notwendig, um die langfristigen Klimaziele der EU zu erreichen.
Im Mai 2021 stiegen die Preise für Emissionsrechte, unter anderem angetrieben von den zuvor verschärften EU-Klimazielen, erstmals über 50 Euro/Tonne Kohlendioxid.
Seit Anfang 2021 nimmt Großbritannien nicht mehr am EU-ETS teil. Dort wurde stattdessen ein eigenes nationales Emissionshandelssystem (UK Emission Trading Scheme, UK ETS) eingeführt.
Ab 2023 greifen Änderungen der Marktstabilitätsreserve: Die Reserve wurde zunächst auf das Zertifikatvolumen der Vorjahresversteigerung und ab 2024 auf 400 Mio. Zertifikate beschränkt; alle übrigen Zertifikate in der MSR werden ungültig. Die verdoppelte Kürzungsrate von 24 % der Umlaufmenge (TNAC) bei Überschreitung des Schwellenwerts von 833 Mio. Zertifikaten bleibt bis 2030 bestehen.

#### Fit for 55
Das am 14. Juli 2021 von der Europäischen Kommission vorgestellte Fit-for-55-Paket beinhaltet Vorschläge zur Reform des EHS-Marktes. Diese schlägt unter anderem eine Steigerung des linearen Reduktionsfaktors von vorher −2,2 auf −4,2 % vor, was das EHS-Minderungsziel der dann vom EHS umfassten Sektoren, einschließlich Luft- und Seeverkehr, für 2030 (gegenüber dem Basisjahr 2005) von −43 % auf −61 % erhöhen würde. Die abgesenkte Emissionsobergrenze wird mittelfristig die Knappheit der Zertifikate und damit den EUA-Preis erhöhen, wobei aktuelle Abschätzungen auf Grundlage von Modellrechnungen eine Bandbreite von 90–130 Euro/t CO2 für 2030 erwarten.
Außerdem wird die Vergabe der Zertifikate im Luftfahrt-Sektor reformiert – die kostenlosen Zertifikate für Airlines sollen bis 2027 auslaufen. Den anderen Sektoren wie Zement, Stahl, Eisen, Aluminium, Düngemittel und Elektrizität werden die kostenlosen Zertifikate ab 2026 über einen Zeitraum von zehn Jahren schrittweise gekürzt. Die Reform sieht auch eine Ausweitung des derzeitigen Marktes auf den Seeverkehr vor, welcher schrittweise bis 2026 für sehr große Schiffe umgesetzt wird.
Weiterhin soll ein neuer Markt für die Sektoren Verkehr und Wohnen geschaffen werden (EU-ETS 2), der ab 2027 die Emissionen diese beiden Sektoren erfassen soll. Um soziale Härten abzufedern, hat die Kommission die Einrichtung eines sozialen Klimafonds geplant, der teilweise durch Einnahmen aus diesem neuen Markt finanziert wird und sich mit Beiträgen der Mitgliedstaaten auf fast 145 Milliarden Euro belaufen könnte. Perspektivisch ist vorgesehen, die beiden Märkte für Emissionshandel miteinander zu verbinden.
Am 17. Dezember 2022 einigten sich die Energieminister, das Parlament und die Kommission der EU auf den größten Teil des Fit-for-55-Pakets. Diese Einigung wurde am 18. April 2023 formell im Europäischen Parlament bestätigt. Am 25. April 2023 gab auch der Ministerrat grünes Licht für die Reform des EU-Emissionshandelssystems (ETS), für die Einrichtung eines Klimasozialfonds im Umfang von über 80 Milliarden Euro, für ein Europäisches CO2-Grenzausgleichssystem (CBAM), für den EU-ETS 2 sowie für neue Regeln für den Emissionshandel in der Luft- und Schifffahrt.

## Reformdebatten

### Erweiterung der Abdeckung
Im Mai 2014 schlug Ottmar Edenhofer drei Hauptmaßnahmen für eine Reform vor, von denen eine die Zertifikatpflicht für Emissionen im Gebäude- und Transportsektor war.
Im Transportsektor wurde seit längerem diskutiert, auch den Schiffsverkehr in den Emissionshandel aufzunehmen. Im September 2020 sprach sich das EU-Parlament mit großer Mehrheit und einem Antrag der Abgeordneten Jutta Paulus folgend dafür aus, ab 2022 größere Schiffe in den Emissionshandel einzubeziehen.

### Mindestpreis der Zertifikate
Verschiedene Institutionen und Personen schlugen die Einführung eines Mindestpreises für Zertifikate vor, so etwa Ottmar Edenhofer vom Potsdam-Institut für Klimafolgenforschung im Jahr 2014 mit einem Preislevel von 20 €/t.
In die gleiche Richtung ging ein Beitrag von Anita Engels und Sonja Peterson vom Deutschen Klima Konsortium (DKK). Sie diskutierten, die bei einem Mindestpreis nicht verkauften Zertifikate bestehen zu lassen und später, wenn der Zertifikatepreis einmal höher liegen sollte, zu verkaufen. In diesem Fall wäre der Mindestpreis für die absehbare Zukunft auch ein Höchstpreis gewesen, nämlich bis alle überschüssigen Zertifikate verbraucht worden wären.

## Linking: Verknüpfung mit anderen Emissionshandelssystemen
Verschiedene regionale Emissionshandelssysteme können sich verknüpfen, indem sie Emissionsgutschriften des anderen Systems für ihre Reduktionsverpflichtungen anerkennen. Dieses sogenannte Linking von Emissionshandelssystemen schafft einen größeren Kohlenstoffmarkt, kann Kosten reduzieren und die Liquidität und Stabilität des Marktes verbessern. Daneben gibt es auch Risiken, so können sich Probleme eines Systems in andere fortpflanzen.
Im Jahr 2004 beschloss die EU die Verknüpfung ihres Emissionshandelssystems mit den Offset-Märkten aus dem Clean Development Mechanism und der Joint Implementation des Kyoto-Protokolls. Dadurch kamen Zertifikate aus Projekten auf den EU-Markt, die keine zusätzlichen Emissionsminderungen bewirkt hatten. Die EU verschärfte in der Folge die Anforderungen an Emissionsminderungszertifikate aus diesen Offset-Märkten.
Seit 2010 verhandelte die EU eine Verknüpfung mit dem Emissionshandelssystem der Schweiz. Im November 2017 schließlich vereinbarten die Europäische Union und die Schweiz die Verbindung ihrer Systeme und begannen mit der technischen Vorbereitung für die Umsetzung. Am 1. Januar 2020 wurden die beiden Systeme verbunden.

## Kriminalität in Verbindung mit dem EU-Emissionshandel

### Umsatzsteuerbetrug durch Karussellgeschäfte
Im Zusammenhang mit dem EU-Emissionshandel kam es 2008 und 2009 zu so genannten Karussellgeschäften. Emissionsrechte wurden in einem betrügerischen System mehrfach über EU-Landesgrenzen hinweg verkauft und die dabei anfallende Mehrwertsteuer unrechtmäßig vom Finanzamt an den Händler erstattet. Dabei werden die bei inner- und zwischenstaatlichem Handel in der EU geltenden Besonderheiten und unterschiedlichen Fristen für die Zahlung und Erstattung von Mehrwert- und Umsatzsteuer ausgenutzt. Die europäische Polizeibehörde Europol teilte im Dezember 2009 mit, dass in einigen Staaten bis zu 90 % des Volumens im Markt für Verschmutzungsrechte auf Betrug zurückgehen könnten. Den Teilnehmerstaaten Großbritannien, Frankreich, Dänemark, die Niederlande, Spanien und Deutschland sei durch den Steuerverlust bereits ein finanzieller Schaden von 5 Mrd. Euro entstanden. Der Gesamtschaden in Deutschland beträgt nach Angaben der Generalstaatsanwaltschaft Frankfurt 850 Millionen Euro. Als erste Konsequenz wurde in Großbritannien und Frankreich die Mehrwertsteuer auf Emissionszertifikate ausgesetzt; in den Niederlanden und Spanien wurde im Reverse-Charge-Verfahren die Steuerschuld für Umsätze vom Verkäufer auf den Käufer verlagert. Durch das Gesetz zur Umsetzung von europarechtlichen Vorgaben kam es ab dem 1. Juli 2010 auch in Deutschland zur Umkehrung der Steuerschuldnerschaft beim Handel mit Emissionszertifikaten.
Das System, das die Betrüger nutzen, um Steuergelder zu erschwindeln, hat mit dem Emissionshandel selbst nichts zu tun und hat somit auch keine direkten Folgen für den Klimaschutz. Dennoch warnte Rob Wainwright, Direktor von Europol, diese kriminellen Aktivitäten würden die Glaubwürdigkeit des EU-Emissionshandels gefährden. Die damalige französische Wirtschaftsministerin Christine Lagarde forderte, den Handel mit Emissionsrechten einer geeigneten Kapitalmarktaufsicht zu unterwerfen. Die namentliche Fahndung nach einzelnen Tätern lief 2014 noch.

### Diebstahl elektronischer Emissionszertifikate
Am 20. Januar 2011 wurde bekannt, dass unbekannte Hacker bis zu zwei Millionen Emissionsberechtigungen im Wert von 28 Millionen Euro gestohlen haben. Die EU-Kommission hatte daraufhin den gesamten Spot-Handel mit Verschmutzungsrechten (rund ein Fünftel der gesamten Marktaktivitäten) bis auf weiteres ausgesetzt. Lediglich die Zuteilung und die Abtretung von Verschmutzungsrechten blieben erlaubt. Zuvor hatten bereits die Pariser CO2-Börse BlueNext und die Registrierungsstellen der betroffenen Länder Tschechien, Griechenland, Estland, Polen und Österreich ihren Betrieb eingestellt. In Tschechien wurden nach Angaben eines Marktteilnehmers 470.000 EUAs im Wert von 6,7 Millionen Euro gestohlen. In Österreich beträgt der Schaden laut Bundespolizeidirektion Wien 7,5 Millionen Euro. Es ist der bisher größte Störfall im europäischen Handel mit Verschmutzungsrechten.
Am 4. Februar 2011 lief der EU-Emissionshandel wieder an. Die Europäische Kommission gab bekannt, dass die nationalen Handelsregister Deutschlands, Frankreichs, der Niederlande, der Slowakei und Großbritanniens ihren Betrieb wieder aufnahmen. Die fünf Staaten hatten gegenüber der Kommission zuvor nachgewiesen, dass ihre nationalen Handelssysteme alle notwendigen Sicherheitsanforderungen erfüllen.
Experten machen die laxen Sicherheitsregeln einzelner Länder für den Vorfall verantwortlich. So sei die Abfrage der Identität mangelhaft gewesen. Europaweit standen laut EU-Kommission 14 Länder im Verdacht, die Sicherheitsanforderungen nicht zu erfüllen. Der Generaldirektor für Klimaschutz, Jos Delbeke kündigte an, alle Mitgliedstaaten zu ihren Sicherheitsvorkehrungen zum Schutz vor Hackerangriffen und Diebstählen zu befragen. Der Chef der Deutschen Emissionshandelsstelle (DEHSt), Hans-Jürgen Nantke, sprach sich für eine Harmonisierung der europäischen Sicherheitsstandards aus. Bereits Ende November 2010 waren in Rumänien 1,6 Millionen Zertifikate verschwunden.

### Betrug mit CDM- und JI-Zertifikaten
Die genannten flexiblen Mechanismen der Phasen II und III, der Clean-Development-Mechanism (CDM) und Joint Implementation (JI), erlaubten es Industriestaaten, Projekte im Ausland zur Reduzierung von Emissionen durchzuführen und sich auf die eigene Klimabilanz gutschreiben zu lassen. Im Zusammenhang mit diesen Mechanismen kam es immer wieder zu Betrugsvorwürfen. Zum Teil würden die Emissionen bewusst nach oben getrieben, um sie anschließend wieder zu reduzieren und sich den Effekt gutschreiben zu lassen. NGOs und wissenschaftliche Institute kritisierten daher die praktische Umsetzung der flexiblen Mechanismen und forderten genauere Kontrollen und eine Begrenzung der erlaubten Gutschriften. Seit Beginn der Phase IV 2021 können Zertifikate aus CDM und JI nicht mehr angerechnet werden.

### Handbücher
- European Commission (Hrsg.): EU ETS Handbook. 2015 (europa.eu [PDF; 3,3 MB]).

### Monografien und Sammelwerke
- Michael Angrick, Christoph Kühleis, Jürgen Landgrebe, Jan Weiß (Hrsg.): 12 Jahre Europäischer Emissionshandel in Deutschland, Metropolis-Verlag, Marburg, 2. Auflage, 2019, ISBN 978-3-7316-1362-6
- Wolfgang Gründinger: Lobbyismus im Klimaschutz. Die nationale Ausgestaltung des europäischen Emissionshandelssystems. VS Verlag, Wiesbaden 2012, ISBN 978-3-531-18348-0.
- FutureCamp Climate GmbH: Emissionshandel und Klimastrategien. Weka Media, Kissing 2010, ISBN 978-3-8111-1938-3.
- Walter Frenz: Emissionshandelsrecht. Kommentar zum TEHG und ZuG. Springer Verlag, Heidelberg 2005, ISBN 3-540-22818-7.
- Ines Zenke, Thomas Fuhr: Handel mit CO2-Zertifikaten. C.H. Beck Verlag, München 2006, ISBN 3-406-55245-5.
- Timo Hohmuth: Emissionshandel und deutsches Anlagenrecht. Carl Heymanns, Köln 2006, ISBN 3-452-26471-8.
- Yvonne Kerth: Emissionshandel im Gemeinschaftsrecht. Die EG-Emissionshandelsrichtlinie als neues Instrument europäischer Klimaschutzpolitik. (= Jus Europaeum. Band 29). Nomos-Verlag, Baden-Baden 2004, ISBN 3-8329-0709-2.
- Michael Lucht, Gorden Spangardt: Emissionshandel. Springer Verlag., Heidelberg 2004, ISBN 3-540-21005-9.
- Ines Zenke, Ralf Schäfer (Hrsg.): Energiehandel in Europa – Öl, Gas, Strom, Derivate, Zertifikate. C.H. Beck Verlag, München, 3. Auflage. 2012, ISBN 978-3-406-63237-2.
- Raimund Körner, Hans-Peter Vierhaus: Treibhausgasemissionshandelsgesetz und Zuteilungsgesetz 2007. Kommentar. Beck, München 2005, ISBN 3-406-52551-2.
- Energieinstitut an der Johannes Kepler Universität Linz (Hrsg.): Rechtsprobleme des Emissionszertifikategesetzes. 2006, ISBN 3-902460-27-X.
- Ines Zenke, Thomas Fuhr, Malte Bornkamm (Hrsg.): CO2-Handel aktuell. VWEW Verlag, Frankfurt am Main 2009, ISBN 978-3-8022-0903-1.

### Fachartikel
- Bertram u. a.: Complementing carbon prices with technology policies to keep climate targets within reach. In: Nature Climate Change. 5, (2015), doi:10.1038/nclimate2514.
- Nicolas Koch, Sabine Fuss, Godefroy Grosjean, Ottmar Edenhofer: Causes of the EU ETS price drop: Recession, CDM, renewable policies or a bit of everything?—New evidence, Energy Policy 73, (2014), S. 676–685. doi:10.1016/j.enpol.2014.06.024
- Alfred Endres, Cornelia Ohl: Kyoto, Europe? – An Economic Evaluation of the European Emission Trading Directive. In: European Journal of Law and Economics. 19, 2005, S. 17–39, ISSN 0929-1261
- Franzjosef Schafhausen: Das Brüsseler Klimapaket – wichtige Wegmarke für die internationalen Verhandlungen. In: Energiewirtschaftliche Tagesfragen. 3/2009.
- E. Delarue, K. Voorspools, W. D’haeseleer: Fuel Switching in the electricity sector under the EU ETS. In: Journal of Energy Engineering. 2008, ISSN 0733-9402, S. 40–46.
- Martin A. Beckmann, Andreas Fisahn: Probleme des Handels mit Verschmutzungsrechten – ein Beitrag zur Diskussion um die Bewertung ordnungsrechtlicher und marktgesteuerter Instrument in der Umweltpolitik 2009